# Bestechlichkeit
Bestechlichkeit ist ein moralisch verwerfliches Charaktermerkmal. Wer bestechlich ist, ist dazu geneigt, gegen Vorteile bestimmte Leistungen zu erbringen. Umgangssprachlich wird Bestechlichkeit mit Korruption gleichgesetzt. Neben der Bestechung und der Vorteilsgewährung gefährdet die Bestechlichkeit von Personen, die am Geschäfts- und Rechtsverkehr teilnehmen, das Vertrauen in die unabhängige Tätigkeit von Behörden und Unternehmen im Wettbewerb. Insofern sind diese Handlungen im Wirtschaftsstrafrecht unter Strafe gestellt.

## Strafbarkeit in Deutschland

### Allgemeines
Das deutsche Strafgesetzbuch kennt keinen einheitlichen Tatbestand der Bestechlichkeit. Stattdessen wird Bestechlichkeit über mehrere Tatbestände abgedeckt.

### Amtsdelikt
Als typisches Amtsdelikt ist die Bestechlichkeit im deutschen Strafrecht in § 332 StGB geregelt. Der Tatbestand umfasst
- einen Amtsträger (Richter, Beamter, Tarifbeschäftigter im öffentlichen Dienst usw.), einen für den öffentlichen Dienst besonders Verpflichteten oder einen Soldaten der Bundeswehr
- der als Gegenleistung dafür, dass er eine Amtshandlung, mit der der Amtsträger seine Dienstpflichten verletzt, vorgenommen hat oder künftig vornehmen wird,
- einen Vorteil für diesen oder einen Dritten fordert oder gewähren lässt.

Die pflichtwidrige Diensthandlung kann in der Vergangenheit, Gegenwart oder Zukunft liegen. 
Ist die Diensthandlung, für die der Amtsträger eine Gegenleistung fordert, sich versprechen lässt oder annimmt, nicht pflichtwidrig, so liegt lediglich Vorteilsannahme vor.
Der Begriff des Amtsträgers ist in § 11 Abs. 1 Nr. 2 StGB definiert. Danach muss Amtsträger nicht zwingend ein Beamter sein. Neben Angestellten können dies unter gewissen Umständen auch Ratsmitglieder sein. So hat der Bundesgerichtshof 2006 in zwei Verfahren entschieden, dass Ratsmitglieder zwar grundsätzlich nicht Amtsträger sind, im Einzelfall bei der Wahrnehmung konkreter Verwaltungsaufgaben (beispielsweise im Verwaltungsausschuss) jedoch Amtsträgerschaft angenommen werden kann (vergl. BGH 3 StR 389/05 und BGH 5 StR 453/05). Dieses gilt kraft der unterschiedlichen Natur von Rats- und Abgeordnetenmandat nicht für Bundestags- und Landtagsabgeordnete.
Taugliche Täter sind auch Europäische Amtsträger (Amtsträger der Europäischen Union) sowie für den öffentlichen Dienst besonders Verpflichtete im Sinne des § 11 Abs. 1 Nr. 2a, Nr. 4 StGB (für ausländische und internationale Bedienstete vgl. § 335a StGB).
Geschütztes Rechtsgut ist das Vertrauen in die Verwaltung und die Rechtsprechung als unabhängige Instanzen. Insbesondere die Durchbrechung des Willkürverbotes des Art. 3 GG wird durch den Tatbestand geahndet.

#### Strafmaß
Bestechlichkeit wird mit Freiheitsstrafe von sechs Monaten bis zu fünf Jahren bestraft, in minderschweren Fällen mit Geldstrafe oder Freiheitsstrafe bis zu drei Jahren, in besonders schweren Fällen (§ 335 StGB) von einem Jahr bis zu zehn Jahren.
Ist ein Richter (oder Richter eines Schiedsgerichtes) bestechlich, so ist die Strafandrohung die eines Verbrechens: Freiheitsstrafe von einem Jahr bis zu zehn Jahren, in minder schweren Fällen von sechs Monaten bis zu fünf Jahren, in besonders schweren Fällen von zwei Jahren bis zu fünfzehn Jahren.

### Wirtschaftsdelikt
Vergleichbar mit der tatbestandlichen Gestaltung der Bestechlichkeit im Amt ist auch die Bestechlichkeit und Bestechung im geschäftlichen Verkehr nach § 299 StGB ausgestaltet. Geschützt ist hier jedoch die Chancengleichheit im Wettbewerb (mittelbare Drittwirkung des Art. 3 GG) und das Vertrauen in den Geschäftsverkehr. Täter des Delikts ist kein Amtsträger, sondern Beschäftigter (Angestellter oder Beauftragter) eines geschäftlichen Betriebes. Die Tat kann auch mit einem solchen verübt werden, um eine unlautere Bevorzugung bei Ausschreibung o. ä. zu erreichen. Auch der transnationale Wettbewerb wird seit 2002 geschützt.

### Als Zeuge
Die Bestechung und Bestechlichkeit von Zeugen ist an sich nicht strafbar. Wenn ein Zeuge allerdings falsch aussagt, ist dies ein Aussagedelikt, das mit Freiheitsstrafe bis zu 15 Jahren (bei Meineid) bzw. bis zu fünf Jahren (bei falscher uneidliche Aussage) bestraft werden kann. Der Bestechende macht sich wegen Anstiftung, bei Erfolglosigkeit wegen versuchter Anstiftung zum Meineid bzw. Versuch der Anstiftung zur Falschaussage strafbar.